# حزب كوادر البناء
حزب كوادر البناء (بالفارسية: حزب کارگزاران سازندگی) ويُعرف أيضًا باسم حزب كوادر بناء إيران (بالفارسية: حزب کارگزاران سازندگی ایران)؛ حزب سياسي إيراني ذو توجهات ديمقراطية ليبرالية وتكنوقراطية وبراغماتية وديمقراطية إسلامية. يُصنف نفسه على أنه حزب يميني تقليدي، وكان يُعد عند تأسيسهِ «الجناح الحداثوي» في التيار اليميني الإيراني. تأسس في عام 1996، وذلك قبل عام ونصف من نهاية الولاية الثانية لرئاسة أكبر هاشمي رفسنجاني، الأب الروحي للحزب، وأصبح أوّل حزب إيراني يُؤسس داخل الحكومة، بعد أن شُكّل من عشرة وزراء معهم أربعة من مساعدي رئيس الجمهورية، إضافة إلى رئيس بلدية طهران ورئيس البنك المركزي الإيراني. وجاء تشكيله بهدف إضعاف التيار الأصولي المتطرف الذي دخل في صدام مع رفسنجاني وبدأ يعرقل أعمال حكومته. يُعد انتخاب محمد خاتمي خليفة لرفسنجاني نجاحًا سياسيًا للحزب، إلّا إن الحزب سرعان ما فقد أسباب قوته بخروج كل من رفسنجاني ومحمد خاتمي من دوائر الحكم الإيرانية مع تنامي نفوذ المرشد الإيراني علي خامنئي الذي دفع باتجاه دعم الأحزاب الأصولية المتشددة، ليصبح «حزب كوادر البناء» بمرور السنوات أقرب إلى التيار الإصلاحي الإيراني، إلى أن أصبح عضوًا في جبهة الثاني من خرداد، التي تعد مجلسًا تنسيقًا يجمع بين الأحزاب الإصلاحية الإيرانية.